# Luke (Name)
Luke [ˈluk] ist ein englischsprachiger männlicher Vorname und Familienname.

## Herkunft und Bedeutung
Luke ist eine englische Form des Vornamens Lukas.

## Namensträger

### Vorname
- Luke Adams (* 1976), australischer Geher
- Luke Appling (1907–1991), US-amerikanischer Baseballspieler
- Luke Campbell (Boxer) (* 1987), britischer Boxer
- Luke Campbell (Leichtathlet) (* 1994), deutsch-amerikanischer Hürdenläufer
- Luke Chadwick (* 1980), englischer Fußballspieler
- Luke Chambers (Fußballspieler, 1985) (* 1985), englischer Fußballspieler
- Luke Chambers (Fußballspieler, 2004) (* 2004), englischer Fußballspieler
- Luke Daniels (* 1988), englischer Fußballspieler
- Luke DeVere (* 1989), australischer Fußballspieler
- Luke Davison (* 1990), australischer Radsportler
- Luke Dimech (* 1977), maltesischer Fußballspieler
- Luke Donald (* 1977), englischer Golfspieler
- Luke Durbridge (* 1991), australischer Radrennfahrer
- Luke Eberl (* 1986), US-amerikanischer Schauspieler
- Luke Fitzgerald (* 1987), irischer Rugby-Union-Spieler
- Luke Ford (* 1981), australischer Schauspieler
- Luke Fox (1586–1635), englischer Entdecker
- Luke Goss (* 1968), britischer Schauspieler und Sänger
- Luke Greenfield (* 1972), US-amerikanischer Regisseur
- Luke Halpin (* 1947), US-amerikanischer Schauspieler
- Luke Hansard (1752–1828), britischer Buchdrucker
- Luke Hemsworth (* 1980), australischer Schauspieler
- Luke Hoß (* 2001), deutscher Politiker (Die Linke)
- Luke Howard (1772–1864), britischer Pharmakologe und Meteorologe
- Luke Humphries (* 1995), englischer Dartspieler
- Luke Johnsos (1905–1984), US-amerikanischer American-Football-Spieler und -Trainer
- Luke Jordan (1892–1952), US-amerikanischer Gitarrist und Sänger
- Luke Kelly (1940–1984), irischer Sänger und Banjospieler
- Luke Kibet (* 1973), kenianischer Marathonläufer
- Luke Kibet Bowen (* 1983), kenianischer Langstreckenläufer
- Luke Kirby (* 1978), kanadischer Schauspieler
- Luke Mably (* 1976), britischer Schauspieler
- Luke Macfarlane (* 1980), kanadischer Schauspieler
- Luke McAlister (* 1983), neuseeländischer Rugby-Union-Spieler
- Luke McDaniel (1927–1992), US-amerikanischer Sänger
- Luke Jarrod McKenzie (* 1981), australischer Triathlet
- Luke Littler (* 2007), englischer Dartspieler
- Luke McShane (* 1984), englischer Schachspieler
- Luke „Long Gone“ Miles (1925–1987), US-amerikanischer Bluessänger und Songwriter
- Luke Mockridge (* 1989), deutscher Comedian
- Luke Moore (* 1986), englischer Fußballspieler
- Luke Nasty (* 1991), US-amerikanischer Rapper und DJ
- Luke Newberry (* 1990), britischer Schauspieler
- Luke Perry (1966–2019), US-amerikanischer Schauspieler
- Luke Ravenstahl (* 1980), US-amerikanischer Politiker
- Luke Rhinehart (geb. George Cockcroft; 1932–2020), US-amerikanischer Autor
- Luke Rhodes (* 1992), US-amerikanischer American-Football-Spieler
- Luke Richardson (* 1969), kanadischer Eishockeyspieler
- Luke Roberts (* 1977), australischer Radrennfahrer
- Luke Rowe (* 1990), walisischer Bahn- und Radrennfahrer
- Luke Sassano (* 1985), US-amerikanischer Fußballspieler
- Luke Schenn (* 1989), kanadischer Eishockeyspieler
- Luke Schenscher (* 1982), australischer Basketballspieler
- Luke Sellars (* 1981), kanadischer Eishockeyspieler
- Luke Slater (* 1968), britischer Technoproduzent
- Luke Steele (* 1984), englischer Fußballspieler
- Luke Vibert (* 1973), britischer Musiker
- Luke Walton (* 1980), US-amerikanischer Basketballspieler und -trainer
- Luke J. Wilkins (* 1979), Schweizer Schauspieler
- Luke Wilkshire (* 1981), australischer Fußballspieler
- Luke Wilson (* 1971), US-amerikanischer Schauspieler
- Luke Edward Wright (1846–1922), US-amerikanischer Politiker
- Luke Young (* 1979), englischer Fußballspieler

### Familienname
- Alan Luke (* 1959), britischer Eisschnellläufer und Shorttracker
- Alexandra Luke (1901–1967), Künstlerin
- Delilah Rene Luke (* 1960), US-amerikanische Autorin und Radiomoderatorin
- Dennick Luke (* 2001), dominicanischer Mittelstreckenläufer
- Derek Luke (* 1974), US-amerikanischer Schauspieler
- Desmond Luke (1935–2021), sierra-leonischer Diplomat
- Francis Luke (* 2000), dominicanischer Fußballspieler
- Frank Luke (1897–1918), US-amerikanischer Kampfpilot
- Fred Luke (* 1946), US-amerikanischer Speerwerfer
- Harry Charles Luke (1884–1969), britischer Schriftsteller und Kolonialbeamter
- Iain Luke (* 1951), schottischer Politiker
- Isabella Luke, österreichisch-britische Film- und Theaterschauspielerin
- Jorge Luke (1942–2012), mexikanischer Schauspieler
- Keye Luke (1904–1991), US-amerikanischer Schauspieler
- Ned Luke (* 1958), US-amerikanischer Schauspieler und Synchronsprecher
- Noah Luke, US-amerikanischer Filmregisseur, Kameramann, Filmproduzent sowie ehemaliger Kinderdarsteller
- Rosslyn Luke (* 1989), US-amerikanische Filmschauspielerin
- Sick Luke (* 1994), italienischer Beatmaker, Plattenproduzent und Rapper
- Theresa Luke (* 1967), kanadische Ruderin
- Yudell Luke (1918–1983), US-amerikanischer Mathematiker

### Künstlername
- Laidback Luke (* 1976), niederländischer House-DJ

### Kunstfiguren
- Luke Skywalker, eine der Hauptpersonen aus Star Wars
- Lucky Luke, die Hauptfigur und zugleich der Titel einer von Morris (Maurice de Bévère) gezeichneten belgischen Comic-Serie, die erstmals 1946 erschien
- Luke Triton, der Assistent von Professor Layton im DS-Spiel Professor Layton
- Luke Castellan, Antagonist der Percy-Jackson-Reihe